# Харбел
Харбел (англ. Harbel) — город в Либерии.

## География
Расположен на западе центральной части страны, вдоль реки Фармингтон, в 24 км от побережья Атлантического океана. В административном отношении находится на территории графства Маргиби. Абсолютная высота — 95 метров над уровнем моря.

## Экономика и транспорт
Ранее был важным центром крупной каучуковой плантации. В двух милях к юго-востоку от города находится главный аэропорт страны «Робертс Филд» (Roberts International Airport). На реке Фармингтон имеется гидроэлектростанция «Файрстоун» мощностью 4,8 МВт.

## Население
По данным на 2013 год численность населения составляет 24 085 человек.
Динамика численности населения города по годам:
| 2008   | 2013   |
| ------ | ------ |
| 23 402 | 24 085 |